# 都 (我孫子市)
都（みやこ）は、千葉県我孫子市の大字。郵便番号270-1102。

## 地理
北は布佐、東は茨城県利根町布川、南は布佐、南西は布佐酉町、西は布佐に隣接している。

## 世帯数と人口
2017年（平成29年）4月1日現在の世帯数と人口は以下の通りである。
| 大字 | 世帯数  | 人口  |
| ---- | ------- | ----- |
| 都   | 208世帯 | 431人 |

## 小・中学校の学区
市立小・中学校に通う場合、学区は以下の通りとなる。
| 番地 | 小学校               | 中学校               |
| ---- | -------------------- | -------------------- |
| 全域 | 我孫子市立布佐小学校 | 我孫子市立布佐中学校 |

## 施設
- 都集会所
- 観音堂
- 都1号公園
- 都2号公園

## 交通

### 鉄道
地内に鉄道駅はない。布佐にある成田線の布佐駅が利用できる。

### 道路
- 国道
  - 国道356号
- 主要地方道
  - 千葉県道4号千葉竜ヶ崎線